# Angelica (film 2013)
Angelica (Angélique) è un film del 2013 diretto da Ariel Zeitoun e tratto dal romanzo Angelica la Marchesa degli Angeli di Anne e Serge Golon. 
Interpretato da Nora Arnezeder nel ruolo protagonista, è un remake dell'originale Angelica del 1964, con Michèle Mercier e Robert Hossein.

## Trama
Figlia di un nobile decaduto, Angelica è costretta dal padre a sposare il conte Joffrey de Peyrac, ricco ma orribilmente sfigurato. Con il passare del tempo, tuttavia, i modi affascinanti e gentili dell'uomo finiscono per conquistarla. L'amore tra i due diviene travolgente, ma la gaia e sfarzosa vita di palazzo viene presto sconvolta dalla visita di re Luigi XIV che, intimorito dalla ricchezza del conte e invaghitosi della splendida Angelica, farà arrestare Joffrey accusandolo di praticare la stregoneria, così da avere Angelica alla sua mercé.

## Distribuzione
Il film è uscito nelle sale cinematografiche francesi a partire dal 18 dicembre 2013, dopo una première al Festival du film de Sarlat il 12 novembre dello stesso anno.
In Italia è arrivato direttamente in televisione il 24 settembre 2014 in prima serata su Canale 5, ottenendo una media di ascolti pari all'8,61%.

## Critica
Il film non si è rivelato un successo, non essendo riuscito ad attirare né il pubblico amante della serie originale né le nuove generazioni, e ha ricevuto svariate critiche negative. Le Figaro ha commentato la pellicola dicendo che "la nuova versione di Angelica perde la sfida con quella originale".

## Curiosità
- Il regista Ariel Zeitoun, nel corso di un'intervista, ha dichiarato il proprio disprezzo verso la serie di film interpretati da Michèle Mercier.[5]
- I castelli che appaiono nel film, essendo in realtà edifici boemi e austriaci, risultano completamente diversi nello stile da quelli francesi dell'epoca.
- Riccardo Scamarcio, inizialmente contattato per il ruolo di Nicola, ha però rifiutato la parte.[6]
- Nonostante il film, al contrario di quello del 1964, sia quasi completamente diverso dal romanzo, la scrittrice Anne Golon ha dichiarato che questo film è molto più fedele al suo romanzo del predecessore.